# Paul Renner
Paul Renner (Wernigerode, 9 de agosto de 1878 - Überlingen, 25 de abril de 1956) fue un tipógrafo alemán, conocido por ser el autor del tipo Futura. Aunque no perteneció a la escuela Bauhaus, desarrolló un intenso trabajo bajo los principios de la Nueva Tipografía y el modernismo alemán.

## Biografía
Trabajó como diseñador gráfico, tipógrafo, pintor y maestro. Si bien él no estaba directamente relacionado con el movimiento Bauhaus de los años 20 pronto pasó a defender sus posturas y convertirse en un ferviente defensor de la Nueva tipografía. En 1926, fue nombrado director de la Escuela de Maestros Impresores Alemanes. El año de 1932 intentó publicar un libro titulado Kultur-bolschewismus? (¿Bolchevismo cultural?), que hacía una crítica de la ideología y la cultura nazi. Al ascender los nazis al poder poco después, fue arrestado y despedido de su puesto. Sin embargo, logró influir en la elección del nuevo director, su amigo George Trump. Murió en Hödingen.

## Obra

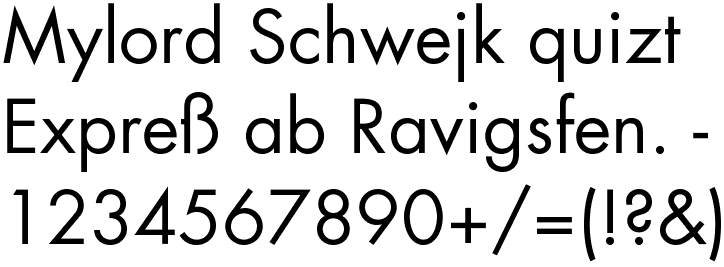
Muestra de la tipografía Futura.

Renner trabajó en varios campos: el diseño gráfico, la tipografía y la pintura.
En cuanto a tipografía, Renner posee una prolífica carrera. Creó un nuevo tipo sans-serif o paloseco de gran éxito, la Futura, entre los años 1924 y 1927,  presentada por la fundición tipográfica Bauer Types. Esta tipografía se ofreció al público bajo el lema "La letra de nuestro tiempo" ya que sus formas estaban basadas en el círculo, el cuadrado y el triángulo, razón por la cual adoptaba los principales postulados del modernismo y en especial de los movimientos De Stijl y Bauhaus. El autor poseía un completo dominio en materia tipográfica, indagaba en la necesidad de enfatizar el ritmo natural de la lectura occidental, de izquierda a derecha, para facilitar y optimizar con ello la legibilidad del nuevo diseño. Los dibujos, catálogos y tipos de plomo originales de la Futura  fueron cedidos por la Fundición Neufville de Barcelona a la Facultad de Bellas Artes de la Universidad de Barcelona (Departamento de Imagen y Comunicación), donde están depositados.
Renner también es autor de los tipos Plak (1928), Renner Antiqua (1939) y "Steile Futura" (1954).
Como teórico de la tipografía escribió los libros Typographie als Kunst (La tipografía como arte) (Múnich 1922) y Die Kunst der Typographie (El arte de la tipografía) (Berlín 1939).